# Mortification
Mortification je australski kršćanski death metal-sastav. Kao jedan od prvih i najuspješnijih kršćanskih death metal sastava u svijetu, služe kao inspiracija za mnoge današnje kršćanske metal sastave. Sastav je osnovan 1990. godine nakon raspada kršćanskog power metal benda Lightforce. Tijekom godina Mortification je objavio više od dvadeset albuma i nekoliko video zapisa s velikim izdavačkim kućama kao što je Nuclear Blast.

## Povijest
Tijekom ranih 1990.-ih Mortification je pripadao "eliti pokreta death metal sastava", posebno sa svojim nadaleko hvaljenim albumom Scrolls od Megilloth. Nakon odlaska originalnog bubnjara, sastav je počelo eksperimentirati s groove metalom, hardcore punkom i power metalom. Postigli su značajan komercijalni uspjeh s albumom Blood World. Usprkos kritikama, sastav je zadržao svoj status "neke vrste superzvijezda na kršćanskoj metal sceni", te je zvan kao "legenda na sceni death metala". Albumom Brain Cleaner iz 2004. vratili su se svojim death/thrash korijenima. Njihov najnoviji album je The Evil Addiction Destroying Machine, izdan 2009. godine.

## Članovi
Sadašnja postava
- Steve Rowe - vokali, bas-gitara
- Mick Jelinic - gitara
- Adam Zaffarese - bubnjevi

## Diskografija
Studijski albumi
- Mortification (1991.)
- Scrolls of the Megilloth (1992.)
- Post Momentary Affliction (1993.)
- Blood World (1994.)
- Primitive Rhythm Machine (1995.)
- EnVision EvAngelene (1996.)
- Triumph of Mercy (1998.)
- Hammer of God (1999.)
- The Silver Cord Is Severed (2001.)
- Relentless (2002.)
- Brain Cleaner (2004.)
- Erasing the Goblin (2006.)
- The Evil Addiction Destroying Machine (2009.)
- Realm of the Skelataur (2015.)

## Vanjske poveznice
- Službena stranica  Arhivirana inačica izvorne stranice od 25. studenoga 2005. (Wayback Machine)